# 陳開
陳 開（ちん かい、Chén Kāi、1822年 ‐ 1861年）は、清末の大成国の反乱の指導者の一人。
広東省広州府三水県出身の桶屋という説と、広東省広州府南海県仏山鎮出身の船頭という説がある。天地会の指導者となり、金田蜂起に刺激を受け、1854年に李文茂らと蜂起して、広州を包囲した。しかし、陥落させることはできず蜂起軍は両広総督の葉名琛の反撃を受け、拠点を失った。
陳開・李文茂は広西省に逃れ、1855年に潯州を占領した。ここで陳開は大成国の建国を宣言し、洪徳と年号を定め、貨幣として洪徳通宝を発行した。陳開は平潯王、李文茂は平靖王、梁培友は平東王、区潤は平西王、梁昌は定北王を名乗り、潯州を秀京と改称した。さらに柳州・梧州・南寧を支配下に置いた。
1858年、梧州を出発した陳開率いる東路軍と、柳州を出発した李文茂率いる西路軍は桂林攻略を目指したが、桂林には蔣益澧率いる湘軍が応援に来ており、西路軍は敗れ、東路軍も撤退に追い込まれた。その後、柳州・梧州も失った。
1861年、清軍は秀京に総攻撃をかけ、激戦の末に陳開は水軍を失い、秀京城内に撤退した。しかし秀京では地主が蜂起して、陳開は秀京を脱出して太平天国の石達開軍に合流しようとした。しかし果たせずに捕らえられて斬られた。